# Бешеные деньги
«Бешеные деньги» (ранние названия «Коса — на камень», «Не всё то золото, что блестит») — комедия в пяти действиях Александра Островского. Автором была окончена в ноябре 1869 года. Напечатана в журнале «Отечественные записки», № 2, 1870 г. Премьера состоялась 16 апреля 1870 года в Александринском театре; в московском Малом театре — 6 октября того же года.
Глумов, персонаж пьесы «На всякого мудреца довольно простоты» продолжает мечтать о богатой невесте, по-прежнему злоязычен и готов на интриги, стравливая своих знакомых, не брезгуя подбрасывать им анонимные письма, карьера его не состоялась, в финале он уезжает за границу с богатой пожилой барыней в качестве её личного секретаря и с надеждой вскоре унаследовать состояние своей доверительницы.

## Действующие лица
- Савва Геннадич Васильков, провинциал, лет 35. Говорит слегка на «о», употребляет поговорки, присущие жителям городов среднего течения Волги: «когда же нет» — вместо «да»; «ни Боже мой» — вместо отрицания, «шабер» — вместо «сосед». Провинциальность заметна и в платье.
- Иван Петрович Телятев, неслужащий дворянин, лет 40.
- Григорий Борисович Кучумов, лет 60, важный барин, в отставке с небольшим чином, имеет и по жене и по матери много титулованной родни.
- Егор Дмитрич Глумов.
- Надежда Антоновна Чебоксарова, пожилая дама с важными манерами.
- Лидия Юрьевна, её дочь, 24 лет, супруга Василькова.
- Василий Иванович, камердинер Василькова.
- Андрей, слуга Чебоксаровых.
- Григорий, слуга Телятева.
- Николай, слуга Кучумова.
- горничная Чебоксаровых.
- мальчик из кофейной.
- гуляющие.

## Критика
В этой пьесе, как и в большинстве своих работ, Островский разрабатывает тему кризиса дворянства. Островский отметил в дворянстве его новое отношение к буржуазии. Оно приспосабливается к новому порядку вещей, некоторые его представители становятся приживальщиками буржуазии, учатся у неё новым методам воровства и грабежа. Самодурство и наглость, уверенность в своём праве на привилегированное положение уступают место хитрости, лицемерию, расчёту.
Сергей Николаевич Дурылин в книге «Елена Митрофановна Шатрова» (1958) пишет о том, как актриса раскрывает образ главной героини Лидии Чебоксаровой: «Лидию Чебоксарову легко превратить в трафаретный образ холодной светской барышни-кокетки, мечтающей вступить в права светской дамы — покорительницы сердец. Так часто играли роль Лидии в дореволюционном театре. От этой традиции старого театра не далеко ушел по примитивности и новый шаблон, установившийся в некоторых постановках „Бешеных денег“ на сцене советского театра,— элементарная, упрощенная подача образа как антидворянского плаката. В игре Шатровой нет и следов ни того, ни другого. Играет она мягко, тонко, правдиво. В ее исполнении Лидия Чебоксарова вовсе не кокетка. Она обыкновенная девушка, наделенная красивой наружностью и несколько ироническим складом ума. Вырасти она в другой среде, с иными понятиями, она заняла бы другое место в жизни. Но Лидия родилась и выросла в тлетворной атмосфере барского легкожития, она не знает иной морали, кроме узаконенного себялюбия и неограниченного эгоизма. Ей ли только присуща эта мораль? Она ли сполна ответственна за порочность этой морали?»
Большую трезвость и проницательность проявляет Островский и в изображении «дельцов». Отношение его к буржуазии нового типа очень сложно. На первый взгляд может показаться, что Островский на стороне Василькова. «Честный промышленник» Васильков, восстающий против обмана и плутовства, так как в «практический век честным быть не только лучше, но и выгодно», в сравнении с Кучумовым может показаться вполне приемлемым для автора и достойным сочувствия. Но Островский не может принять целиком Василькова. И он не может стать для него носителем положительного начала. Он ясно видит их[чью?] моральную неполноценность, обращает внимание на внутреннее сродство их с откровенными хищниками. Недаром Лидия Чебоксарова смиренно идёт в «экономки» и на выучку к Василькову. Пьеса кончается торжеством «делового человека». Васильков купил Чебоксарову в тот самый момент, когда следственный пристав стоит за дверью и ждёт результатов «торговли», чтобы приступить к описи имущества Чебоксаровых. Правда, торговля начинается с упрёков со стороны Василькова: «вы не жалели моей простоты, моей доброты сердечной», но суть дела от этого не меняется. Конечно, отнюдь не возмездием за пренебрежение «простотой и добротой сердечной» Василькова определяется идейный смысл комедии «Бешеные деньги». Торжествующий Васильков не стал от этого лучше. «Честность» и жизненные принципы Василькова («из бюджета не выйду») аморальны. Брак для него — торговая сделка, а любовь — предмет купли-продажи. Лидия Чебоксарова, расценивающая все человеческие чувства на вес золота, является достойным партнёром Василькова в его больших коммерческих операциях в Петербурге. Для обоих денежный интерес — единственный движущий мотив их поведения.

## Экранизации
- Бешеные деньги (фильм, 1981) — фильм
- Бешеные деньги (спектакль, 1978) — спектакль Малого театра